# Muhadjiri Hakizimana
Muhadjiri Hakizimana (13 agosto 1994) è un calciatore ruandese, centrocampista del Kigali e della nazionale ruandese.

## Carriera

### Club
Ha giocato nella prima divisione ruandese ed in quella emiratina.

### Nazionale
Ha esordito nella nazionale ruandese nel 2016.

## Palmarès

### Club

#### Competizioni nazionali
- Campionato ruandese: 1

APR: 2017-2018